# Ballybough

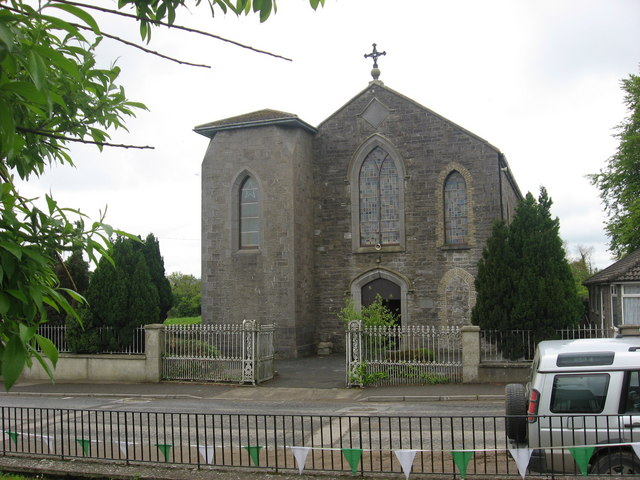
Església de Ballybough

Ballybough (gaèlic irlandès An Baile Bocht) és un districte del Northside de la ciutat de Dublín, a la República d'Irlanda. Situat al nord de Summerhill Parade /N.C.R. intersecció a Drumcondra i a l'est de la N.C.R. al riu Tolka a Fairview, adjacent a les àrees de North Strand i Clonliffe. El terme Bailebough és derivat de l'irlandès 'Baile' ciutat i 'Bocht' que vol dir 'pobre'. Abans de la seva urbanització en el segle xix Ballybough era conegut com a Mud Island, degut a la seva proximitat de les maresmes de fang que ara han format Fairview i voltants. En 2013 el conseller de la ciutat de Dublin Nial Ring va iniciar una campanya polèmica per canviar el nom oficial en irlandès de Baile Bocht a Baile Bog, al·legant que 'ciutat pobra' era un insult als residents residents. Es va iniciar una contracampanya per part d'alguns residents parlants d'irlandès.
Durant el projecte de recuperacions de terres del segle xix era coneguda com a Mud Island o bé com a Friend's Field o French Field, fins que va rebre el nom actual. El barri de Ballybough té el seu origen en una sèrie de petits habitatges coneguts com a Ballybough Cottages, que foren demolits per a donar pas a un projecte d'habitatges de la corporació de Dublín conegut com a Ballybough House. Proper a Jones's Road hi ha Croke Park, seu de l'Associació Atlètica Gaèlica.

## Residents famosos
- Jim Sheridan (1949), director de cinema.
- Luke Kelly (1940-1984), membre de The Dubliners.